# Zahodnoevropska unija
Zahodnoevropska unija (Western European Union - WEU) je bila politična organizacija držav Zahodne Evrope, ustanovljena v namen izvajanja določil sporazuma iz Bruslja iz leta 1948.
Po koncu hladne vojne je vlogo organizacije počasi prevzemala institucija/steber skupne varnostne in obrambne politike Evropske unije. Članice WEU so formalno ukinile to zvezo 30. junija 2011.

## Države članice

### Polnopravne članice
- Francija
- Nemčija
- Italija
- Združeno kraljestvo
- Belgija
- Nizozemska
- Luksemburg
- Portugalska (1990)
- Španija (1990)
- Grčija (1995)

### Pridružene članice - 1992
- Turčija
- Norveška
- Islandija
- Poljska (1999)
- Češka (1999)
- Madžarska (1999)

### Pridružene opazovalke - 1992
- Danska
- Irska
- Avstrija (1995)
- Švedska (1995)
- Finska (1995)

### Pridružene partnerke - 1994
- Estonija
- Latvija
- Litva
- Slovaška
- Bolgarija
- Romunija
- Slovenija (1996)